# Luana Piovani
Luana Elídia Afonso Piovani (São Paulo, 29 de agosto de 1976) é uma atriz, apresentadora e produtora teatral brasileira. Também adquiriu cidadania italiana. Ela já ganhou vários prêmios em sua carreira, mais notavelmente um Grande Otelo, um Prêmio APCA e dois Prêmios Qualidade Brasil, além de ter recebido uma indicação ao Prêmio Guarani.
Iniciou sua carreira artística como modelo, profissão que não exerce mais.
Em 1993, protagonizou a minissérie Sex Appeal. Em 1997, foi a protagonista da segunda fase da terceira temporada da novela teen Malhação. Foi agraciada em 2004 com o Grande Otelo, na categoria Melhor Atriz Coadjuvante, por sua atuação no filme O Homem que Copiava. Em 2009, protagonizou o filme A Mulher Invisível, o qual se tornou uma série homônima em 2011 na Rede Globo.

## Carreira
Em 1990, começou sua vida profissional como modelo, trabalhando para as agências Ford Models e Mega.
Em 1993, estreou como atriz na minissérie Sex Appeal, da Rede Globo, mas nem por isso abandonou as passarelas, conciliando as duas funções por mais um tempo. Em 1994, viajou para vários países como Japão, Alemanha e Suíça. Posterior a seu regresso ao Brasil, participou da novela Quatro por Quatro e estreou nas telonas, participando do longa Super-Colosso: a Gincana da TV Colosso.
Em 1996, atuou em sua primeira peça de teatro, Nó de Gravata, e, simultaneamente, integrou o elenco da novela Vira-Lata. Também nesse ano, despontou como apresentadora, estando a frente da apresentação de vários quadros da revista eletrônica dominical Fantástico.
Em 1997, foi a protagonista da segunda fase da terceira temporada do seriado teen Malhação e foi eleita pela revista VIP, da Editora Abril, como "a mulher mais sexy do mundo". No ano seguinte, ao lado dos atores Malu Mader e Fábio Assunção, interpretou um dos principais papéis da minissérie Labirinto.
Nesse mesmo ano, protagonizou no teatro a adaptação de D'Artagnan e os Três Mosqueteiros. Em 1999, produziu e atuou na peça A.M.I.G.A.S., além de ter participado da novela Suave Veneno. Em 2000, foi apresentadora do programa Tudo de Bom, na MTV Brasil e da cerimônia de premiação do Video Music Brasil. Em 2002, participou no Fashion Rio, onde desfilou nua da cintura para cima, segurando os seios. Na TV, foi destaque da minissérie O Quinto dos Infernos, e, no teatro, do espetáculo Mais Uma Vez Amor. Depois, atuou na peça Alice no País das Maravilhas; que ficou em cartaz por dois anos, integrou o elenco de uma temporada do infantil Sítio do Pica Pau Amarelo e esteve nos cinemas do Brasil com o filme O Homem que Copiava. Em 2004, substituiu a atriz Maria Paula, que saiu de licença maternidade, no humorístico Casseta & Planeta, Urgente!. Também protagonizou o filme O Casamento de Romeu e Julieta. Entre 2005 e 2006, junto com a atriz Betty Lago, a filósofa Márcia Tiburi e a jornalista Mônica Waldvogel, dividiu a apresentação do programa Saia Justa, do canal de televisão a cabo GNT. Em 2006, deixando de lado sua imagem de mulher sensual, envereda pelo teatro infantil, produziu e estrelou a peça O Pequeno Príncipe, baseada no texto de Antoine de Saint-Exupéry, na qual fez o papel-título.
Ao mesmo tempo, viveu nas telonas a cantora Elke Maravilha, no longa Zuzu Angel. Em 2007, foi escalada pelo autor Carlos Lombardi para atuar na novela Pé na Jaca, como Vanessa, personagem escrita especialmente para ela, porém declinou ao convite. Depois, em 2008, foi convidada a fazer uma participação no seriado Faça sua História. Em 2009, protagonizou o filme A Mulher Invisível. Também fez uma pequena participação na série Ó Paí, Ó. Em 2010, foi uma das protagonistas da série Na Forma da Lei, onde interpretou a delegada Gabriela. Luana conta que só aceitou voltar ao vídeo por se tratar de um convite feito pelo amigo Wolf Maya, a quem diz admirar muito e por quem afirma ter um enorme carinho. O texto é assinado por Antônio Calmon, que também escreveu a minissérie Sex Appeal, que a catapultou para a fama. A ex-modelo também adianta que não pretende fazer novela tão cedo. No mesmo ano, encenou o espetáculo infantil O Soldadinho e a Bailarina. Inspirado no clássico da literatura infanto-juvenil, O Soldadinho de Chumbo, de Hans Christian Andersen, o musical é a terceira incursão de Luana Piovani pela dramaturgia infantil. Participou também do filme Eu odeio o Orkut.
Em 2012, retornou ao cinema com o filme As Aventuras de Agamenon, o Repórter. Nesse mesmo ano integrou o elenco de Guerra dos Sexos, novela das 19hs da Rede Globo. Em 2014, Luana atuou no seriado Dupla Identidade, de Glória Perez, interpretando a policial Vera.
Em 2016, tornou-se capa da primeira edição da nova Playboy Brasil.
Em 2018, foi escalada para atuar na novela O Sétimo Guardião, mas acabou substituída por Letícia Spiller.

## Vida pessoal
Nascida em São Paulo e criada em Jaboticabal, interior do estado de São Paulo, é oriunda de uma família de classe média. A atriz, criada em lar adventista do sétimo dia, revelou ser evangélica em 2017. Luana foi diagnosticada na adolescência com DSM-5 que apresenta o transtorno bipolar tipo caracterizado pela Hipomania, sintomas de mania porém mais acentuados, a família evita dar detalhes.
Foi namorada do empresário Ricardo Mansur Filho, de quem engravidou em 2004, mas sofreu um aborto espontâneo aos dois meses de gestação. Posteriormente namorou os também empresários João Paulo Diniz, Christiano Rangel e Felipe Simão, os atores Guilherme Fontes, Rodrigo Santoro, Marcos Palmeira, Dado Dolabella e Paulo Vilhena, além do modelo Caco Ricci e Rodrigo Hilbert.
Em 2011, começou a namorar o surfista Pedro Scooby e, em 26 de março de 2012, o casal teve seu primeiro filho, Dom. Em 26 de julho de 2013 casaram-se em uma cerimônia íntima para poucos convidados. Em 2015, a atriz anunciou estar grávida de gêmeos, um menino e uma menina, que se chamam respectivamente Bem e Liz, apesar de especulações, a atriz negou que tenha feito inseminação artificial. Em setembro de 2016, anunciou o fim do relacionamento, embora quatro meses depois reataram o casamento. Em 2018, mudou-se para Cascais, Portugal. Em março de 2019 anunciou seu divórcio com o surfista Pedro Scooby. Em julho do mesmo ano, assumiu namoro com o jogador israelense de basquete Ofek Malka. O relacionamento acabou um ano depois.
De janeiro de 2021 até 2024 namorou o empresário Português Lucas Bitencourt. 

## Controvérsia
Luana Piovani relatou que Carlos Manga a teria assediado durante as gravações do remake da novela Anjo Mau, da TV Globo. Ela revelou que se recusou a sentar no colo do diretor Carlos Manga. Segundo Luana: "A gente estava ali conversando, papo vai, papo vem, uma hora o Manga fez assim para mim: 'Vem aqui, senta aqui'. Ele tinha na base, mais ou menos, de uns 80 anos. Eu tinha na base, mais ou menos, de uns 21. Levantei e falei 'vou'. Fui levantando, sentei no braço da poltrona e falei: 'Só aqui, né?". A atriz lembra também que depois do ocorrido, ela teria sido afastada das gravações.

## Filmografia

### Televisão
| Ano  | Titulo                            | Personagem                            | Notas                                                       |
| ---- | --------------------------------- | ------------------------------------- | ----------------------------------------------------------- |
| 1993 | Sex Appeal                        | Angelina Sousa Borges (Angel)         |                                                             |
| 1994 | Você Decide                       | Patrícia                              | Episódio: "A Doação"                                        |
| 1994 | Quatro por Quatro                 | Eduarda Scalamandré (Duda)            |                                                             |
| 1996 | Vira Lata                         | Wânia                                 |                                                             |
| 1996 | A Comédia da Vida Privada         | Maria Emília                          | Episódio: "Parece Que Foi Ontem"                            |
| 1996 | A Comédia da Vida Privada         | Kátia                                 | Episódio: "O Que Você Vai Ser Quando Crescer?"              |
| 1996 | A Vida como Ela É...              | Patrícia                              | Episódio: "A Profissional"                                  |
| 1997 | Malhação                          | Patrícia Matos (Pá/Lorão)             | Temporada 3                                                 |
| 1998 | Sai de Baixo                      | Penélope                              | Episódio: "Caiu na Internet é Peixe"                        |
| 1998 | Labirinto                         | Virgínia Camargo                      |                                                             |
| 1999 | Suave Veneno                      | Márcia Eduarda Bergantes de Cerqueira |                                                             |
| 1999 | D'Artagnan e os Três Mosqueteiros | Ana                                   | Especial de fim de ano                                      |
| 2000 | Você Decide                       | Ariana                                | Episódio: "A Bola da Vez"                                   |
| 2000 | MTV Tudo de Bom                   | Apresentadora                         |                                                             |
| 2002 | O Quinto dos Infernos             | Domitila de Castro Canto e Melo       |                                                             |
| 2002 | Os Normais                        | Mainá                                 | Episódio: "Confusões são Normais"                           |
| 2003 | Sítio do Picapau Amarelo          | Morgana                               | Episódio: "A Lenda do Rei Arthur"                           |
| 2004 | Casseta & Planeta, Urgente!       | Vários personagens                    | Temporada 1                                                 |
| 2004 | Correndo Atrás                    | Érica Lobato                          | Especial de fim de ano                                      |
| 2005 | Saia Justa                        | Apresentadora                         |                                                             |
| 2006 | Os Sete Pecados Capitais          | Amanda                                | Episódio: "Preguiça"                                        |
| 2006 | Lu                                | Lu                                    | Especial de fim de ano                                      |
| 2007 | Faça Sua História                 | Sandra Sandrelli                      | Episódio: "O Feitiço da Cueca" Episódio: "Cinema Novíssimo" |
| 2007 | Guerra e Paz                      | Laura Toscano                         | Episódio: "Macho & Fêmea"                                   |
| 2007 | Dicas de um Sedutor               | Kate                                  | Episódio: "Embaraganda"                                     |
| 2008 | Ó Paí, Ó                          | Patrícia                              | Episódio: "Preto no Branco"                                 |
| 2010 | Na Forma da Lei                   | Gabriela Guerreiro                    |                                                             |
| 2011 | A Mulher Invisível                | Amanda                                |                                                             |
| 2011 | Superbonita                       | Apresentadora                         |                                                             |
| 2012 | Guerra dos Sexos                  | Vânia Trabuco de Moraes               |                                                             |
| 2013 | Dança dos Famosos                 | Participante                          | Temporada 10                                                |
| 2014 | Dupla Identidade                  | Vera Müller                           |                                                             |
| 2014 | Amor Veríssimo                    | Amanda                                | Episódio: "Uma Leve Brisa"                                  |
| 2014 | A Grande Família                  | Lurdinha                              | Episódio: "Episódio 1"                                      |
| 2016 | Vai que Cola                      | Daphne Mansur                         | Episódio: "Méier Fashion Week"                              |
| 2019 | Like Me                           | Apresentadora                         |                                                             |
| 2019 | O Chef é Você                     | Jurada convidada                      | Episódio: "27 de junho"                                     |
| 2019 | Luana é de Lua                    | Apresentadora                         |                                                             |
| 2020 | O Clube                           | Michele Faria                         |                                                             |
| 2021 | Patrões Fora                      | Juraci                                | Episódio: "9 de janeiro"                                    |
| 2021 | A Máscara                         | Participante (Rainha de Copas)        | Temporada 3                                                 |
| 2021 | Auga Seca                         | Detetive Costa                        | Temporada 2                                                 |
| 2022 | Sangue Oculto                     | Vanda Corte Real                      | Antagonista                                                 |
| 2022 | A Vida é Irada, Vamos Curtir!     | Ela mesma                             |                                                             |

### Cinema
| Ano  | Título                                       | Personagem               | Notas          |
| ---- | -------------------------------------------- | ------------------------ | -------------- |
| 1995 | Super-Colosso: a Gincana da TV Colosso       | Alice                    |                |
| 2003 | O Homem que Copiava                          | Marinês                  |                |
| 2005 | O Casamento de Romeu e Julieta               | Julieta Baragatti        |                |
| 2006 | Zuzu Angel                                   | Elke Georgievna Grunnupp |                |
| 2006 | Casseta & Planeta: Seus Problemas Acabaram!  | Ela mesma                |                |
| 2007 | Faixa de Areia                               | Ela mesma                | Documentário   |
| 2009 | A Mulher Invisível                           | Amanda                   |                |
| 2011 | Eu Odeio o Orkut                             | Utisuruluvrala Hanza     |                |
| 2011 | Família Vende Tudo                           | Jennifer                 |                |
| 2012 | As Aventuras de Agamenon, o Repórter         | Isaura                   |                |
| 2013 | Insônia                                      | Andreia                  |                |
| 2013 | Luiza                                        | Luiza                    | Curta-metragem |
| 2014 | A Noite da Virada                            | Rosa                     |                |
| 2015 | Ninguém Ama Ninguém... Por Mais de Dois Anos | Rosinha                  |                |
| 2018 | O Homem Perfeito                             | Diana Prado              |                |
| 2019 | A Mulher do Meu Marido                       | Joana                    |                |
| 2021 | Amigas de Sorte                              | Delegada                 |                |

## Teatro
| Ano  | Título                                       | Personagem         |
| ---- | -------------------------------------------- | ------------------ |
| 1996 | Nó de Gravata                                |                    |
| 1998 | D'Artagnan e os Três Mosqueteiros            | Milady             |
| 1999 | A.M.I.G.A.S.                                 | Amanda             |
| 2002 | Mais uma Vez Amor                            | Mari               |
| 2003 | Alice no País das Maravilhas                 | Alice              |
| 2006 | O Pequeno Príncipe                           | Pequeno Príncipe   |
| 2008 | Pássaro da Noite                             | Ela                |
| 2010 | Ninguém Ama Ninguém... Por Mais De Dois Anos | Laurinha           |
| 2013 | Sonhos de um Sedutor                         | Linda              |
| 2017 | E Se Eu Não te Amar Amanhã?                  | Samantha / Suellen |